# 333061 Joshuanelson
333061 Joshuanelson este o planetă minoră (asteroid) din centura de asteroizi. A fost descoperită pe 19 decembrie 2004 la Mount Lemmon⁠(d) de Mount Lemmon Survey⁠(d). 
Obiectul prezintă o orbită caracterizată de o semiaxă mare de 2,4447158421359 UAi, o excentricitate de 0,19848865006878, o înclinație de 1,5634107745045 ° în raport cu ecliptica.